# Титаномахија
У грчкој митологији, Титаномахија, или Рат титана (грч. Τιτανομαχία), је био десетогодишњи низ битака вођених између две расе божанстава давно пре настанка човечанства: Титана, са планине Отрис, или Етне и Олимпљана, који су владали планином Олимп. Ова Титаномахија је такође позната и као Битка титана, Битка богова, или Рат титана. 
Стари Грци су имали неколико поема о рату богова и многе о титанима. Најдоминантнија је, и једина која је преживела, Теогонија, која се приписује Хесиоду. Изгубљени еп, Титаномахија, који се приписује слепом трачком песнику Тамирису, који је и сам био легендарна личност, у пролазу се помиње у есеју О музици, који је био приписан Плутарху. Титани су такође играли важну улогу у поемама приписаним Орфеју. Иако су само делови ових поема сачувани, они показују интересантне разлике у односу на хесиодску традицију.
Ови старогрчки митови о Титаномахији спадају у класу сличних митова који су се јавили широм Европе и Блиског истока. У овим митовима се једна генерација богова сукобљава са владајућом групом. Некада стари богови бивају збачени с власти а некад побуњеници изгубе и или потпуно изгубе власт или буду укључени у пантеон.